# Spanyolország az 1968. évi nyári olimpiai játékokon
Spanyolország a mexikói Mexikóvárosban megrendezett 1968. évi nyári olimpiai játékok egyik részt vevő nemzete volt. Az országot az olimpián 12 sportágban 122 sportoló képviselte, akik érmet nem szereztek.

## Atlétika
Férfi
| Versenyző         | Versenyszám    | Előfutam | Előfutam | Előfutam | Negyeddöntő | Negyeddöntő | Negyeddöntő | Elődöntő | Elődöntő | Elődöntő | Döntő         | Döntő         |
| Versenyző         | Versenyszám    | Idő      | Hely.    | Össz.    | Idő         | Hely.       | Össz.       | Idő      | Hely.    | Össz.    | Idő           | Helyezés      |
| ----------------- | -------------- | -------- | -------- | -------- | ----------- | ----------- | ----------- | -------- | -------- | -------- | ------------- | ------------- |
| José Luis Sánchez | 100 m          | 10,69    | 7.       | 52.      | kiesett     | kiesett     | kiesett     | kiesett  | kiesett  | kiesett  | kiesett       | kiesett       |
| Ramon Magariños   | 400 m          | 46,92    | 5.       | 35.      | kiesett     | kiesett     | kiesett     | kiesett  | kiesett  | kiesett  | kiesett       | kiesett       |
| Jorge González    | 1500 m         | 3:50,49  | 7.       | 14.      |             |             |             | kiesett  | kiesett  | kiesett  | kiesett       | kiesett       |
| Javier Álvarez    | 3000 m akadály | 9:03,74  | 2.       | 7.       |             |             |             |          |          |          | 9:24,51       | 11.           |
| Mariano Haro      | 3000 m akadály | kizárták | kizárták | kizárták |             |             |             |          |          |          | kiesett       | kiesett       |
| Carlos Pérez      | Maraton        |          |          |          |             |             |             |          |          |          | nem ért célba | nem ért célba |

| Versenyző          | Versenyszám   | Selejtező | Selejtező | Döntő    | Döntő    |
| Versenyző          | Versenyszám   | Eredmény  | Helyezés  | Eredmény | Helyezés |
| ------------------ | ------------- | --------- | --------- | -------- | -------- |
| Luis María Garriga | Magasugrás    | 212 cm    | 11.       | 209 cm   | 11.      |
| Ignacio Sola       | Rúdugrás      | 490 cm    | 9.*       | 520 cm   | 9.       |
| Luis Felipe Areta  | Hármasugrás   | 16,20 m   | 9.        | 15,75 m  | 12.      |
| José Luis Martínez | Kalapácsvetés | 63,40 m   | 18.       | kiesett  | kiesett  |

* - két másik versenyzővel azonos eredményt ért el

## Evezés
| Versenyző                                               | Versenyszám      | Előfutam | Előfutam | Vigaszág | Vigaszág | Elődöntő | Elődöntő | Döntő   | Döntő   | Döntő   | Helyezés    |
| Versenyző                                               | Versenyszám      | Idő      | Hely.    | Idő      | Hely.    | Idő      | Hely.    | Típus   | Idő     | Hely.   | Helyezés    |
| ------------------------------------------------------- | ---------------- | -------- | -------- | -------- | -------- | -------- | -------- | ------- | ------- | ------- | ----------- |
| Ángel Urrutia Miguel Solano Filiberto Marco (kormányos) | Kormányos kettes | 8:33,45  | 3.       | 8:24,17  | 6.       | kiesett  | kiesett  | kiesett | kiesett | kiesett | helyezetlen |

## Gyeplabda
| Spanyol férfi gyeplabdacsapat-játékoskeret | Spanyol férfi gyeplabdacsapat-játékoskeret                                                                                       |
| --- | --- |
| - Juan José Alvear - Francisco Amat - Juan Amat - Pedro Amat - José Colomer - Rafael Camiña - Carlos del Coso - José Antonio Dinarés - Francisco Fábregas | - Jorge Fábregas - Agustín Masaña - Antonio Nogués - José Sallés - Julio Solaun - Narciso Ventalló - Jorge Vidal - Juan Quintana |

### Eredmények
Csoportkör
A csoport
| Csapat              | M | Gy | D | V | G+ | G– | Gk  | P  |
| ------------------- | - | -- | - | - | -- | -- | --- | -- |
| India (IND)         | 7 | 6  | 0 | 1 | 20 | 4  | +16 | 12 |
| NSZK (FRG)          | 7 | 5  | 1 | 1 | 15 | 5  | +10 | 11 |
| Új-Zéland (NZL)     | 7 | 3  | 4 | 0 | 8  | 4  | +4  | 10 |
| Spanyolország (ESP) | 7 | 2  | 3 | 2 | 7  | 5  | +2  | 7  |
| Belgium (BEL)       | 7 | 3  | 1 | 3 | 14 | 9  | +5  | 7  |
| NDK (GDR)           | 7 | 2  | 2 | 3 | 7  | 10 | –3  | 6  |
| Japán (JPN)         | 7 | 1  | 1 | 5 | 4  | 14 | –10 | 3  |
| Mexikó (MEX)        | 7 | 0  | 0 | 7 | 2  | 26 | –24 | 0  |

| 1968. október 13. | Spanyolország (ESP) | 1 – 1   | NDK (GDR)  |  |
| 1968. október 13. | Alvear              | (1 – 0) | Freiberger |  |

| 1968. október 14. | Spanyolország (ESP) | 0 – 0 | Japán (JPN) |  |
| 1968. október 14. |                     |       |             |  |

| 1968. október 15. | Spanyolország (ESP) | 2 – 0   | Belgium (BEL) |  |
| 1968. október 15. | J. Fábregas F. Amat | (2 – 0) |               |  |

| 1968. október 17. | India (IND)     | 1 – 0   | Spanyolország (ESP) |  |
| 1968. október 17. | Prithipal Singh | (1 – 0) |                     |  |

| 1968. október 18. | Spanyolország (ESP) | 3 – 0   | Mexikó (MEX) |  |
| 1968. október 18. | Dinarés 2 F. Amat   | (1 – 0) |              |  |

| 1968. október 20. | NSZK (FRG)    | 2 – 0   | Spanyolország (ESP) |  |
| 1968. október 20. | Krauss Keller | (0 – 0) |                     |  |

| 1968. október 21. | Új-Zéland (NZL) | 1 – 1   | Spanyolország (ESP) |  |
| 1968. október 21. | S. Maister      | (0 – 1) | J. Amat             |  |

Az 5–8. helyért
| 1968. október 23. | Spanyolország (ESP)  | 2 – 1   | Kenya (KEN) |  |
| 1968. október 23. | J. Fábregas Ventalló | (2 – 1) | Deegan      |  |

Az 5. helyért
| 1968. október 25. | Hollandia (NED) | 1 – 0 (h. u.)  | Spanyolország (ESP) |  |
| 1968. október 25. | Thole           | (0 – 0, 0 – 0) |                     |  |

| Csapat              | Helyezés |
| ------------------- | -------- |
| Spanyolország (ESP) | 6.       |

## Kajak-kenu
Férfi
| Versenyző                                             | Versenyszám         | Előfutam | Előfutam | Előfutam | Vigaszág | Vigaszág | Vigaszág | Elődöntő | Elődöntő | Elődöntő | Döntő   | Döntő    |
| Versenyző                                             | Versenyszám         | Idő      | Hely.    | Össz.    | Idő      | Hely.    | Össz.    | Idő      | Hely.    | Össz.    | Idő     | Helyezés |
| ----------------------------------------------------- | ------------------- | -------- | -------- | -------- | -------- | -------- | -------- | -------- | -------- | -------- | ------- | -------- |
| José María Colon                                      | Kajak egyes 1000 m  | 4:16,5   | 5.       | 16.      | 4:16,6   | 1.       | 2.       | 4:13,17  | 5.       | 14.      | kiesett | kiesett  |
| José Perurena Ángel Villar Gerardo López Pedro Cuesta | Kajak négyes 1000 m | 3:40,4   | 7.       | 19.      | 3:30,93  | 4.       | 6.       | kiesett  | kiesett  | kiesett  | kiesett | kiesett  |

## Kerékpározás

### Országúti kerékpározás
| Versenyző                                                  | Versenyszám     | Idő             | Helyezés      |
| ---------------------------------------------------------- | --------------- | --------------- | ------------- |
| José Gómez Lucas                                           | Mezőnyverseny   | 4:44:13 (+2:48) | 16.           |
| Miguel Lasa                                                | Mezőnyverseny   | 4:51:05 (+9:39) | 42.           |
| Agustín Tamames                                            | Mezőnyverseny   | nem ért célba   | nem ért célba |
| Luis Zubero                                                | Mezőnyverseny   | 4:46:34 (+5:09) | 28.           |
| José González Nemesio Jiménez Miguel Lasa José Gómez Lucas | Csapat időfutam | 2:16:38 (+8:49) | 12.           |

### Pálya-kerékpározás
Üldözőversenyek
| Versenyző    | Versenyszám  | Selejtező | Selejtező | Nyolcaddöntő | Nyolcaddöntő | Nyolcaddöntő | Elődöntő     | Elődöntő  | Elődöntő | Döntő        | Döntő     | Helyezés |
| Versenyző    | Versenyszám  | Idő       | Hely.     | Ellenfél Idő | Saját idő    | Hely.        | Ellenfél Idő | Saját idő | Hely.    | Ellenfél Idő | Saját idő | Helyezés |
| ------------ | ------------ | --------- | --------- | ------------ | ------------ | ------------ | ------------ | --------- | -------- | ------------ | --------- | -------- |
| Daniel Yuste | Férfi egyéni | 4:50,36   | 13.       | kiesett      | kiesett      | kiesett      | kiesett      | kiesett   | kiesett  | kiesett      | kiesett   | 13.      |

## Kosárlabda
| Spanyol férfi kosárlabdacsapat-játékoskeret                                                           | Spanyol férfi kosárlabdacsapat-játékoskeret                                                                         |
| --- | --- |
| - Lorenzo Alocén - Francisco Buscató - Jesús Codina - Cliff Luyk - Enrique Margall - Alfonso Martínez | - Juan Antonio Martínez - Antonio Nava - Vicente Ramos - Emiliano Rodríguez - José Sagi-Vela - Juan Carlos Santiago |

### Eredmények
Csoportkör
A csoport
| Csapat                 | M | Gy | V | P+  | P–  | Pk   |
| ---------------------- | - | -- | - | --- | --- | ---- |
| Egyesült Államok (USA) | 7 | 7  | 0 | 599 | 392 | +207 |
| Jugoszlávia (YUG)      | 7 | 6  | 1 | 592 | 511 | +81  |
| Olaszország (ITA)      | 7 | 5  | 2 | 562 | 539 | +23  |
| Spanyolország (ESP)    | 7 | 4  | 3 | 557 | 548 | +9   |
| Puerto Rico (PUR)      | 7 | 3  | 4 | 493 | 468 | +25  |
| Panama (PAN)           | 7 | 2  | 5 | 572 | 624 | –52  |
| Fülöp-szigetek (PHI)   | 7 | 1  | 6 | 525 | 636 | –111 |
| Szenegál (SEN)         | 7 | 0  | 7 | 383 | 565 | –182 |

| 1968. október 13. | Egyesült Államok (USA) | 81 – 46 | Spanyolország (ESP) |  |
| 1968. október 13. | (39–16)                |         |                     |  |

| 1968. október 14. | Spanyolország (ESP) | 108 – 79 | Fülöp-szigetek (PHI) |  |
| 1968. október 14. | (46–34)             |          |                      |  |

| 1968. október 15. | Spanyolország (ESP) | 88 – 82 | Panama (PAN) |  |
| 1968. október 15. | (37–45)             |         |              |  |

| 1968. október 16. | Spanyolország (ESP) | 86 – 62 | Puerto Rico (PUR) |  |
| 1968. október 16. | (40–23)             |         |                   |  |

| 1968. október 18. | Spanyolország (ESP) | 64 – 54 | Szenegál (SEN) |  |
| 1968. október 18. | (30–24)             |         |                |  |

| 1968. október 19. | Jugoszlávia (YUG) | 92 – 79 | Spanyolország (ESP) |  |
| 1968. október 19. | (52–35)           |         |                     |  |

| 1968. október 20. | Olaszország (ITA) | 98 – 86 | Spanyolország (ESP) |  |
| 1968. október 20. | (53–40)           |         |                     |  |

Az 5–8. helyért
| 1968. október 22. | Mexikó (MEX) | 73 – 72 | Spanyolország (ESP) |  |
| 1968. október 22. | (31–31)      |         |                     |  |

A 7. helyért
| 1968. október 25. | Spanyolország (ESP) | 88 – 72 | Olaszország (ITA) |  |
| 1968. október 25. | (40–31)             |         |                   |  |

| Csapat              | Helyezés |
| ------------------- | -------- |
| Spanyolország (ESP) | 7.       |

## Labdarúgás
| Spanyol labdarúgócsapat-játékoskeret | Spanyol labdarúgócsapat-játékoskeret |
| --- | --- |
| - Ramón Alfonseda - Juan Manuel Asensi - Gregorio Benito - José Antonio Barrios - Javier Ciáurriz - Rafael Alcaide Crespín - Francisco Espíldora - Juan Fernández - José Luis Garzón - José Antonio Grande | - José María Igartua - Rafael Jaén - Andrés Mendieta - Pedro Valentín Mora - Miguel Ángel Ochoa - Gerardo Ortega - Fernando Ortuño - Isidro Sala - José García Corral* |

* - nem játszott csak nevezve volt

### Eredmények
Csoportkör
B csoport
| Csapat        | M | Gy | D | V | G+ | G– | Gk | P |
| ------------- | - | -- | - | - | -- | -- | -- | - |
| Spanyolország | 3 | 2  | 1 | 0 | 4  | 0  | +4 | 5 |
| Japán         | 3 | 1  | 2 | 0 | 4  | 2  | +2 | 4 |
| Brazília      | 3 | 0  | 2 | 1 | 4  | 5  | –1 | 2 |
| Nigéria       | 3 | 0  | 1 | 2 | 4  | 9  | –5 | 1 |

| 1968. október 14. |

| Spanyolország (ESP) | 1–0               | Brazília         |
| ------------------- | ----------------- | ---------------- |
| Fernández 77'       | (0–0) Jegyzőkönyv | Manoel Maria 44′ |

| Azteca stadion, Mexikóváros Játékvezető: Ávráhám Klein (ISR) Asszisztensek: George Lamptey (GHA), Vancsaj Szuvari (THA) |

| 1968. október 16. |

| Spanyolország (ESP)       | 3–0               | Nigéria |
| ------------------------- | ----------------- | ------- |
| Ortuño 27' Grande 52' 69' | (1–0) Jegyzőkönyv |         |

| Azteca stadion, Mexikóváros Játékvezető: Augusto Robles (GUA) Asszisztensek: Erwin Hieger (PER), Ávráhám Klein (ISR) |

| 1968. október 18. |

| Spanyolország (ESP) | 0–0         | Japán |
| ------------------- | ----------- | ----- |
|                     | Jegyzőkönyv |       |

| Azteca stadion, Mexikóváros Játékvezető: Erwin Hieger (PER) Asszisztensek: Milivoje Gugulović (YUG), Zsolt István (HUN) |

Negyeddöntő
| 1968. október 20. |

| Mexikó (MEX)           | 2–0               | Spanyolország |
| ---------------------- | ----------------- | ------------- |
| Morales 34' Pereda 48' | (1–0) Jegyzőkönyv |               |

| Cuauhtémoc stadion, Puebla Játékvezető: Milivoje Gugulović (YUG) Asszisztensek: Dimitar Rumencsev (BUL), George Lamptey (GHA) |

| Csapat              | Helyezés |
| ------------------- | -------- |
| Spanyolország (ESP) | 5.       |

## Ökölvívás
| Versenyző         | Versenyszám   | Selejtező                 | 32-es főtábla                     | Nyolcaddöntő                     | Negyeddöntő       | Elődöntő          | Döntő             | Helyezés |
| Versenyző         | Versenyszám   | Ellenfél Eredmény         | Ellenfél Eredmény                 | Ellenfél Eredmény                | Ellenfél Eredmény | Ellenfél Eredmény | Ellenfél Eredmény | Helyezés |
| ----------------- | ------------- | ------------------------- | --------------------------------- | -------------------------------- | ----------------- | ----------------- | ----------------- | -------- |
| Ramiro Suárez     | Harmatsúly    | erőnyerő                  | Eridadi Mukwanga (UGA) · KO       | kiesett                          | kiesett           | kiesett           | kiesett           | 17.      |
| Andrés Martín     | Pehelysúly    |                           | Seyfi Tatar (TUR) · 0-5           | kiesett                          | kiesett           | kiesett           | kiesett           | 17.      |
| Marcos Chinea     | Könnyűsúly    | Dele Jonathan (NGR) · 0-5 | kiesett                           | kiesett                          | kiesett           | kiesett           | kiesett           | 33.      |
| Mariano Pérez     | Kisváltósúly  | erőnyerő                  | Alex Odhiambo (UGA) · RSC         | kiesett                          | kiesett           | kiesett           | kiesett           | 17.      |
| José Manuel Durán | Váltósúly     | erőnyerő                  | Pak Kuil (Park Gu-Il) (KOR) · 3-2 | Volodimir Muszalimov (URS) · 0-5 | kiesett           | kiesett           | kiesett           | 9.       |
| Moisés Fajardo    | Nagyváltósúly |                           | Borisz Lagutyin (URS) · RSC       | kiesett                          | kiesett           | kiesett           | kiesett           | 17.      |

## Sportlövészet
Nyílt
| Versenyző          | Versenyszám           | Pont | Helyezés |
| ------------------ | --------------------- | ---- | -------- |
| José Álava         | Gyorstüzelő pisztoly  | 570  | 45.      |
| Jaime González     | Gyorstüzelő pisztoly  | 579  | 31.      |
| José Amedo         | Szabadpisztoly        | 542  | 33.      |
| Juan García        | Szabadpisztoly        | 534  | 41.      |
| José Luis Calvo    | Sportpuska, fekvő     | 590  | 37.      |
| José del Villar    | Sportpuska, fekvő     | 577  | 82.      |
| Luis del Cerro     | Sportpuska, összetett | 1123 | 42.      |
| José María Pigrau  | Sportpuska, összetett | 1117 | 46.      |
| Jaime Bladas       | Trap                  | 194  | 9.       |
| José Cusí          | Trap                  | 192  | 14.      |
| Miguel Marina      | Skeet                 | 191  | 12.      |
| José Luis Martínez | Skeet                 | 183  | 36.      |

## Úszás
Férfi
| Versenyző                                                         | Versenyszám            | Előfutam | Előfutam | Előfutam | Elődöntő     | Elődöntő     | Elődöntő     | Döntő   | Döntő    |
| Versenyző                                                         | Versenyszám            | Idő      | Hely.    | Össz.    | Idő          | Hely.        | Össz.        | Idő     | Helyezés |
| ----------------------------------------------------------------- | ---------------------- | -------- | -------- | -------- | ------------ | ------------ | ------------ | ------- | -------- |
| José Antonio Chicoy                                               | 100 m gyors            | 54,9     | 2.       | 8.**     | 54,9         | 6.           | 13.**        | kiesett | kiesett  |
| Antonio Corell                                                    | 1500 m gyors           | 18:12,7  | 4.       | 16.      |              |              |              | kiesett | kiesett  |
| Jesús Cabrera                                                     | 100 m hát              | 1:04,8   | 5.       | 25.      | kiesett      | kiesett      | kiesett      | kiesett | kiesett  |
| Santiago Esteva                                                   | 100 m hát              | 1:03,0   | 2.       | 11.*     | 1:02,4       | 7.           | 10.*         | kiesett | kiesett  |
| Santiago Esteva                                                   | 200 m hát              | 2:15,8   | 2.       | 4.       |              |              |              | 2:12,9  | 5.       |
| Jaime Monzó                                                       | 200 m hát              | 2:20,1   | 3.       | 14.      |              |              |              | kiesett | kiesett  |
| José Durán                                                        | 100 m mell             | 1:12,3   | 4.       | 28.*     | kiesett      | kiesett      | kiesett      | kiesett | kiesett  |
| José Durán                                                        | 200 m mell             | 2:40,3   | 5.       | 22.      |              |              |              | kiesett | kiesett  |
| Arturo Lang-Lenton                                                | 100 m pillangó         | 1:00,7   | 3.       | 24.*     | visszalépett | visszalépett | visszalépett | kiesett | kiesett  |
| Juan Fortuny                                                      | 200 m vegyes           | 2:20,6   | 3.       | 14.      |              |              |              | kiesett | kiesett  |
| Miguel Torres                                                     | 400 m vegyes           | 5:12,7   | 6.       | 19.*     |              |              |              | kiesett | kiesett  |
| José Antonio Chicoy Juan Fortuny Juan Martínez Diego Martel       | 4 × 100 m gyorsváltó   | 3:42,7   | 5.       | 10.      |              |              |              | kiesett | kiesett  |
| Juan Fortuny Santiago Esteva José Antonio Chicoy Juan Martínez    | 4 × 200 m gyorsváltó   | 8:23,6   | 4.       | 12.      |              |              |              | kiesett | kiesett  |
| Santiago Esteva José Durán Arturo Lang-Lenton José Antonio Chicoy | 4 × 100 m vegyes váltó | 4:06,8   | 2.       | 8.       |              |              |              | 4:08,8  | 8.       |

Női
| Versenyző         | Versenyszám  | Előfutam | Előfutam | Előfutam | Elődöntő | Elődöntő | Elődöntő | Döntő   | Döntő    |
| Versenyző         | Versenyszám  | Idő      | Hely.    | Össz.    | Idő      | Hely.    | Össz.    | Idő     | Helyezés |
| ----------------- | ------------ | -------- | -------- | -------- | -------- | -------- | -------- | ------- | -------- |
| María Corominas   | 100 m hát    | 1:10,7   | 3.       | 12.      | 1:11,0   | 7.       | 14.      | kiesett | kiesett  |
| María Corominas   | 200 m hát    | 2:34,5   | 1.       | 7.*      |          |          |          | 2:33,9  | 7.       |
| Pilar von Carsten | 200 m vegyes | 2:41,7   | 5.       | 22.      |          |          |          | kiesett | kiesett  |

* - egy másik versenyzővel azonos időt ért el

** - két másik versenyzővel azonos időt ért el

## Vitorlázás
Nyílt
| Versenyző                                    | Versenyszám     | Futam | Futam  | Futam | Futam | Futam  | Futam  | Futam  | Pontszám | Helyezés |
| Versenyző                                    | Versenyszám     | 1     | 2      | 3     | 4     | 5      | 6      | 7      | Pontszám | Helyezés |
| -------------------------------------------- | --------------- | ----- | ------ | ----- | ----- | ------ | ------ | ------ | -------- | -------- |
| Juan Sirvent                                 | Finn dingi      | 29,0  | (42,0) | 42,0  | 22,0  | 28,0   | 35,0   | 19,0   | 175,0    | 27.      |
| Juan Manuel Alonso Juan María Alonso         | Csillaghajó     | 26,0  | 25,0   | 19,0  | 26,0  | (28,0) | 14,0   | 16,0   | 126,0    | 18.      |
| Duke Fernández Félix Gancedo                 | Repülő hollandi | 16,0  | 20,0   | 11,7  | 16,0  | 16,0   | (26,0) | 22,0   | 101,7    | 11.      |
| Manuel Baiget Eugenio Jáudenes Ángel Riveras | Sárkányhajó     | 24,0  | 25,0   | 25,0  | 24,0  | 25,0   | 25,0   | (28,0) | 148,0    | 21.      |

## Vízilabda
| Spanyol férfi vízilabdacsapat-játékoskeret                                                | Spanyol férfi vízilabdacsapat-játékoskeret                             |
| ----------------------------------------------------------------------------------------- | ---------------------------------------------------------------------- |
| - Luis Bestit - Jorge Borell - Vicente Brugat - Agustín Codera - Manuel Ibern - Juan Jané | - Fermín Más - Luis Meya - José Padrós - Juan Rubio - Santiago Zubicoa |

### Eredmények
Csoportkör
A csoport
| Csapat                 | M | Gy | D | V | G+ | G– | Gk  | P  |
| ---------------------- | - | -- | - | - | -- | -- | --- | -- |
| Magyarország (HUN)     | 6 | 6  | 0 | 0 | 39 | 14 | +25 | 12 |
| Szovjetunió (URS)      | 6 | 5  | 0 | 1 | 43 | 18 | +25 | 10 |
| Egyesült Államok (USA) | 6 | 3  | 1 | 2 | 37 | 36 | +1  | 7  |
| Kuba (CUB)             | 6 | 3  | 1 | 2 | 31 | 35 | –4  | 7  |
| NSZK (FRG)             | 6 | 2  | 0 | 4 | 33 | 34 | –1  | 4  |
| Spanyolország (ESP)    | 6 | 0  | 1 | 5 | 20 | 37 | –17 | 1  |
| Brazília (BRA)         | 6 | 0  | 1 | 5 | 22 | 51 | –29 | 1  |

| 1968. október 15. 10:00 | NSZK (FRG)           | 5 – 3 | Spanyolország (ESP) |  |
| 1968. október 15. 10:00 | (3–0, 1–1, 0–1, 1–1) |       |                     |  |
| 1968. október 15. 10:00 | Nagy, Schuhmann 2    |       | három játékos 1     |  |

| 1968. október 16. 15:00 | Egyesült Államok (USA) | 10 – 7 | Spanyolország (ESP) |  |
| 1968. október 16. 15:00 | (2–1, 3–2, 3–2, 2–2)   |        |                     |  |
| 1968. október 16. 15:00 | Bradley 4              |        | Ibern 3             |  |

| 1968. október 17. 15:30 | Magyarország (HUN)   | 7 – 1 | Spanyolország (ESP) |  |
| 1968. október 17. 15:30 | (1–0, 3–0, 2–0, 1–1) |       |                     |  |
| 1968. október 17. 15:30 | Felkai, Konrád F. 3  |       | Jané 1              |  |

| 1968. október 19. 10:00 | Szovjetunió (URS)    | 5 – 0 | Spanyolország (ESP) |  |
| 1968. október 19. 10:00 | (2–0, 1–0, 0–0, 2–0) |       |                     |  |
| 1968. október 19. 10:00 | Dolgusin 2           |       |                     |  |

| 1968. október 20. 15:30 | Spanyolország (ESP)  | 6 – 6 | Brazília (BRA) |  |
| 1968. október 20. 15:30 | (1–0, 1–2, 3–2, 1–2) |       |                |  |
| 1968. október 20. 15:30 | Zubicoa, Jané 2      |       | Pinciroli 4    |  |

| 1968. október 21. 10:00 | Kuba (CUB)           | 4 – 3 | Spanyolország (ESP) |  |
| 1968. október 21. 10:00 | (1–1, 1–1, 1–1, 1–0) |       |                     |  |
| 1968. október 21. 10:00 | Junco 4              |       | három játékos 1     |  |

A 9–12. helyért
| 1968. október 24. 09:00 | Spanyolország (ESP)  | 5 – 0 | Japán (JPN) |  |
| 1968. október 24. 09:00 | (0–0, 0–0, 2–0, 3–0) |       |             |  |
| 1968. október 24. 09:00 | Rubio 2              |       |             |  |

A 9. helyért
| 1968. október 25. 10:00 | Spanyolország (ESP)  | 7 – 5 | NSZK (FRG)             |  |
| 1968. október 25. 10:00 | (1–1, 2–2, 3–1, 1–1) |       |                        |  |
| 1968. október 25. 10:00 | Ibern 4              |       | Haverkamp, Schuhmann 2 |  |

| Csapat              | Helyezés |
| ------------------- | -------- |
| Spanyolország (ESP) | 9.       |